# Wijken en buurten in Doetinchem
De Nederlandse gemeente Doetinchem is voor statistische doeleinden onderverdeeld in wijken en buurten. De gemeente is verdeeld in de volgende statistische wijken:
- Wijk 01 Doetinchem Centrum (CBS-wijkcode:022201)
- Wijk 02 (CBS-wijkcode:022202)
- Wijk 03 (CBS-wijkcode:022203)
- Wijk 04 (CBS-wijkcode:022204)
- Wijk 05 (CBS-wijkcode:022205)
- Wijk 06 (CBS-wijkcode:022206)
- Wijk 07 (CBS-wijkcode:022207)
- Wijk 08 (CBS-wijkcode:022208)
- Wijk 09 (CBS-wijkcode:022209)
- Buitengebied Doetinchem (CBS-wijkcode:022211)
- Wijk 31 Wehl (CBS-wijkcode:022231)

Een statistische wijk kan bestaan uit meerdere buurten. Onderstaande tabel geeft de buurtindeling met kentallen volgens het Centraal Bureau voor de Statistiek (2008):
| CBS-buurtcode | Buurtnaam                            | Inwonertal | Opp. totaal (ha) | Opp. land (ha) | Ligging                |
| ------------- | ------------------------------------ | ---------- | ---------------- | -------------- | ---------------------- |
| BU02220101    | Stadscentrum-Zuid                    | 830        | 19               | 18             | Locatie in de gemeente |
| BU02220102    | Torenallee                           | 320        | 12               | 11             | Locatie in de gemeente |
| BU02220103    | Het Loo                              | 390        | 21               | 21             | Locatie in de gemeente |
| BU02220104    | Stadscentrum-Noord                   | 930        | 21               | 21             | Locatie in de gemeente |
| BU02220105    | De Pas-Noord                         | 420        | 25               | 25             | Locatie in de gemeente |
| BU02220106    | De Pas-Zuid                          | 800        | 26               | 26             | Locatie in de gemeente |
| BU02220201    | Muziekbuurt                          | 840        | 22               | 22             | Locatie in de gemeente |
| BU02220202    | Schrijvers en dichtersbuurt          | 1320       | 38               | 36             | Locatie in de gemeente |
| BU02220203    | Wiltinksbrug                         | 270        | 11               | 11             | Locatie in de gemeente |
| BU02220204    | Overstegen-West                      | 2320       | 41               | 41             | Locatie in de gemeente |
| BU02220205    | Overstegen-Oost                      | 1790       | 35               | 35             | Locatie in de gemeente |
| BU02220206    | Wonninkhage                          | 160        | 32               | 31             | Locatie in de gemeente |
| BU02220207    | Buitengebied de Gaarde               | 60         | 20               | 20             | Locatie in de gemeente |
| BU02220208    | Wassinkbrink-Zuidoost                | 80         | 124              | 124            | Locatie in de gemeente |
| BU02220301    | Holterbroek                          | 240        | 9                | 9              | Locatie in de gemeente |
| BU02220302    | Schöneveld-Zuid                      | 1070       | 22               | 22             | Locatie in de gemeente |
| BU02220303    | Schöneveld-Noord                     | 1490       | 39               | 39             | Locatie in de gemeente |
| BU02220401    | Oosseld en Vijverberg-Zuidwest       | 2370       | 72               | 72             | Locatie in de gemeente |
| BU02220402    | Buitengebied Polmanlaan              | 110        | 104              | 104            | Locatie in de gemeente |
| BU02220403    | Buitengebied de Wrange               | 80         | 119              | 119            | Locatie in de gemeente |
| BU02220404    | Koekendaal en Vijverberg-Noordoost   | 310        | 154              | 152            | Locatie in de gemeente |
| BU02220405    | Buitengebied Vossenstraat            | 50         | 76               | 76             | Locatie in de gemeente |
| BU02220406    | Buitengebied Nutselaer en Abdij      | 110        | 366              | 365            | Locatie in de gemeente |
| BU02220407    | Buitengebied IJzevoorde              | 290        | 412              | 412            | Locatie in de gemeente |
| BU02220408    | Buitengebied Slangenburg             | 300        | 746              | 741            | Locatie in de gemeente |
| BU02220501    | Hamburgerbroek                       | 180        | 23               | 22             | Locatie in de gemeente |
| BU02220502    | Verheulsweide-Noord                  | 30         | 36               | 35             | Locatie in de gemeente |
| BU02220503    | Verheulsweide-Zuid                   | 110        | 138              | 135            | Locatie in de gemeente |
| BU02220504    | Buitengebied Kemnaderallee           | 40         | 76               | 76             | Locatie in de gemeente |
| BU02220601    | De Hoop-Noord                        | 1140       | 36               | 34             | Locatie in de gemeente |
| BU02220602    | De Huet fase 1 + 3                   | 2030       | 39               | 39             | Locatie in de gemeente |
| BU02220603    | De Huet fase 2                       | 2030       | 38               | 37             | Locatie in de gemeente |
| BU02220604    | De Huet fase 4                       | 1210       | 30               | 29             | Locatie in de gemeente |
| BU02220605    | De Huet fase 6 + 7                   | 2160       | 67               | 65             | Locatie in de gemeente |
| BU02220606    | De Huet fase 5                       | 2350       | 38               | 37             | Locatie in de gemeente |
| BU02220607    | Sportpark Zuid                       | 10         | 51               | 46             | Locatie in de gemeente |
| BU02220608    | Bedrijventerrein De Huet             | 40         | 57               | 54             | Locatie in de gemeente |
| BU02220609    | Buitengebied De Huet                 | 10         | 189              | 182            | Locatie in de gemeente |
| BU02220701    | Buitengebied Dichteren Noordwest     | 20         | 10               | 10             | Locatie in de gemeente |
| BU02220702    | Romantische buurt Noord              | 1300       | 21               | 21             | Locatie in de gemeente |
| BU02220703    | Romantische buurt Zuid               | 990        | 24               | 24             | Locatie in de gemeente |
| BU02220704    | Landelijk Wonen                      | 860        | 23               | 23             | Locatie in de gemeente |
| BU02220705    | Kleurrijke buurt                     | 800        | 25               | 23             | Locatie in de gemeente |
| BU02220706    | Stadskwartier-Zuid                   | 1450       | 23               | 22             | Locatie in de gemeente |
| BU02220707    | Stadskwartier-Noord                  | 1170       | 15               | 14             | Locatie in de gemeente |
| BU02220708    | Buitengebied en Dichterem-Oost       | 70         | 91               | 91             | Locatie in de gemeente |
| BU02220709    | Bedrijventerrein en Wijnbergen       | 10         | 84               | 83             | Locatie in de gemeente |
| BU02220710    | Wijnbergen-het Westem                | 0          | 22               | 22             | Locatie in de gemeente |
| BU02220711    | Wijnbergen-het Midden                | 30         | 16               | 15             | Locatie in de gemeente |
| BU02220712    | Wijnbergen-het Oosten                | 100        | 26               | 23             | Locatie in de gemeente |
| BU02220713    | De Hoop-Zuid                         | 750        | 25               | 25             | Locatie in de gemeente |
| BU02220801    | IJsseltuin en Heelweg                | 360        | 26               | 25             | Locatie in de gemeente |
| BU02220802    | Bedrijventerrein Keppelseweg         | 90         | 51               | 49             | Locatie in de gemeente |
| BU02220803    | Buitengebied Keppelseweg             | 50         | 81               | 79             | Locatie in de gemeente |
| BU02220804    | Langerak-Zuid                        | 100        | 21               | 21             | Locatie in de gemeente |
| BU02220901    | Het Loo                              | 430        | 15               | 15             | Locatie in de gemeente |
| BU02220902    | De Happert Ziekenhuis                | 170        | 21               | 21             | Locatie in de gemeente |
| BU02220903    | De Kruisberg                         | 400        | 39               | 39             | Locatie in de gemeente |
| BU02220904    | De Happert Leerinkstraat             | 1150       | 31               | 31             | Locatie in de gemeente |
| BU02220905    | De IJkenberg                         | 2630       | 42               | 42             | Locatie in de gemeente |
| BU02220906    | De Bezelhorst                        | 2000       | 40               | 40             | Locatie in de gemeente |
| BU02220907    | Buitengebied De Kruisberg            | 80         | 142              | 142            | Locatie in de gemeente |
| BU02220908    | Buitengebied Groot Hagen             | 300        | 119              | 119            | Locatie in de gemeente |
| BU02220909    | Langerak-Noord                       | 100        | 13               | 13             | Locatie in de gemeente |
| BU02220910    | Buitengebied Christoffelstraat       | 0          | 11               | 11             | Locatie in de gemeente |
| BU02220911    | Wassinkbrink-Noordwest               | 90         | 203              | 203            | Locatie in de gemeente |
| BU02221101    | Vulcaansoord en het Richtersbos-Zuid | 1510       | 58               | 58             | Locatie in de gemeente |
| BU02221102    | De Elshof-Zuid                       | 1000       | 35               | 35             | Locatie in de gemeente |
| BU02221103    | De Pol en Akkermansweide             | 160        | 136              | 132            | Locatie in de gemeente |
| BU02221104    | Het Hartger en de Elshof-Noord       | 2420       | 108              | 108            | Locatie in de gemeente |
| BU02221105    | Buitengebied 't Klooster             | 40         | 113              | 111            | Locatie in de gemeente |
| BU02221106    | Buitengebied Pierikstraat            | 330        | 352              | 352            | Locatie in de gemeente |
| BU02221107    | Buitengebied Pinnedijk               | 130        | 159              | 158            | Locatie in de gemeente |
| BU02223101    | Wehl-Centrum                         | 4420       | 134              | 134            | Locatie in de gemeente |
| BU02223102    | Wehl-West                            | 140        | 258              | 258            | Locatie in de gemeente |
| BU02223103    | Wehl-Zuidwest                        | 260        | 302              | 302            | Locatie in de gemeente |
| BU02223104    | Wehl-Zuidoost                        | 450        | 410              | 410            | Locatie in de gemeente |
| BU02223105    | Wehl-Oost                            | 100        | 143              | 143            | Locatie in de gemeente |
| BU02223106    | Wehl-Noordoost                       | 80         | 190              | 190            | Locatie in de gemeente |
| BU02223107    | Wehl-Noord                           | 150        | 262              | 262            | Locatie in de gemeente |
| BU02223108    | Nieuw-Wehl-Centrum                   | 760        | 36               | 36             | Locatie in de gemeente |
| BU02223109    | Nieuw-Wehl-Noordoost                 | 270        | 379              | 377            | Locatie in de gemeente |
| BU02223110    | Nieuw-Wehl-Noord                     | 220        | 250              | 250            | Locatie in de gemeente |